# 林肯Model K
林肯 Model K（英語：Lincoln Model K, 或作 K series）是林肯汽車創廠後的第二款車型，延續 Model L 的豪華定位。

## 1931
Model K 上市時軸距已加長至 3,683 mm 。引擎只有一款 6.3 升的 V8，採 Stromberg 製的可變喉管下吸式化油器，因壓縮比的提高、點火正時以及變速箱結構的升級使馬力提升至 120 匹。
車體與前代車型一樣多元，仍有許多受馬車造型啟發的車體樣式如 Town Car 和 Brougham，以及多種敞篷車款式如 Semi-Collapsible Cabriolet 和 Phaeton，還有雙擋風玻璃的 Dual-cowl 車型。車體廠有 Brunn、Judkins、Dietrich、Derham、Waterhouse 和 Willoughby 等。

此代車型在當時的競爭對手有克萊斯勒 Imperial、雷諾 Reinastella、勞斯萊斯幻影 II、賓士 770、Duesenberg Model J、帕卡德 Eight 和凱迪拉克 Series 355。

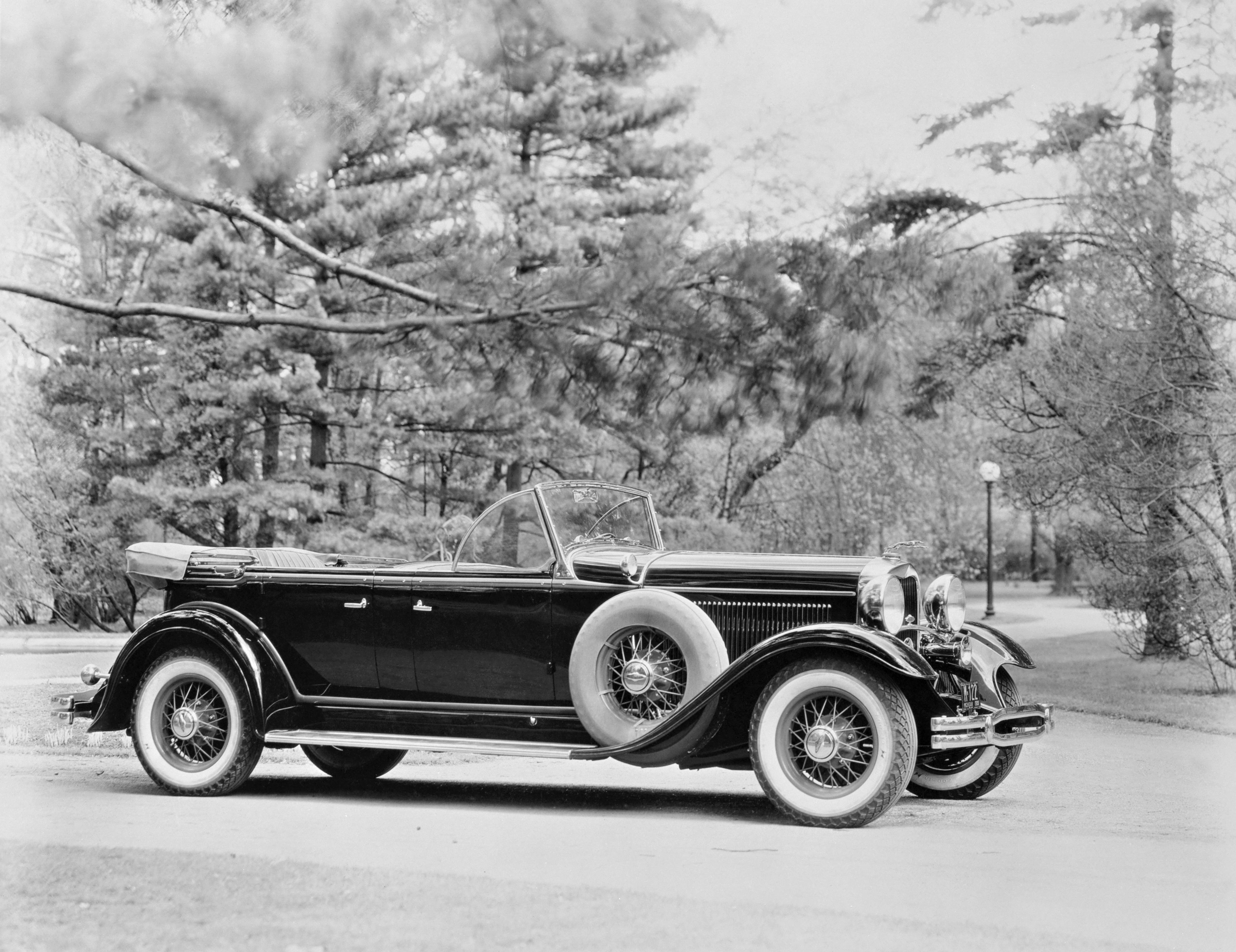
1931 Lincoln Model K Dual Cowl Sport Phaeton
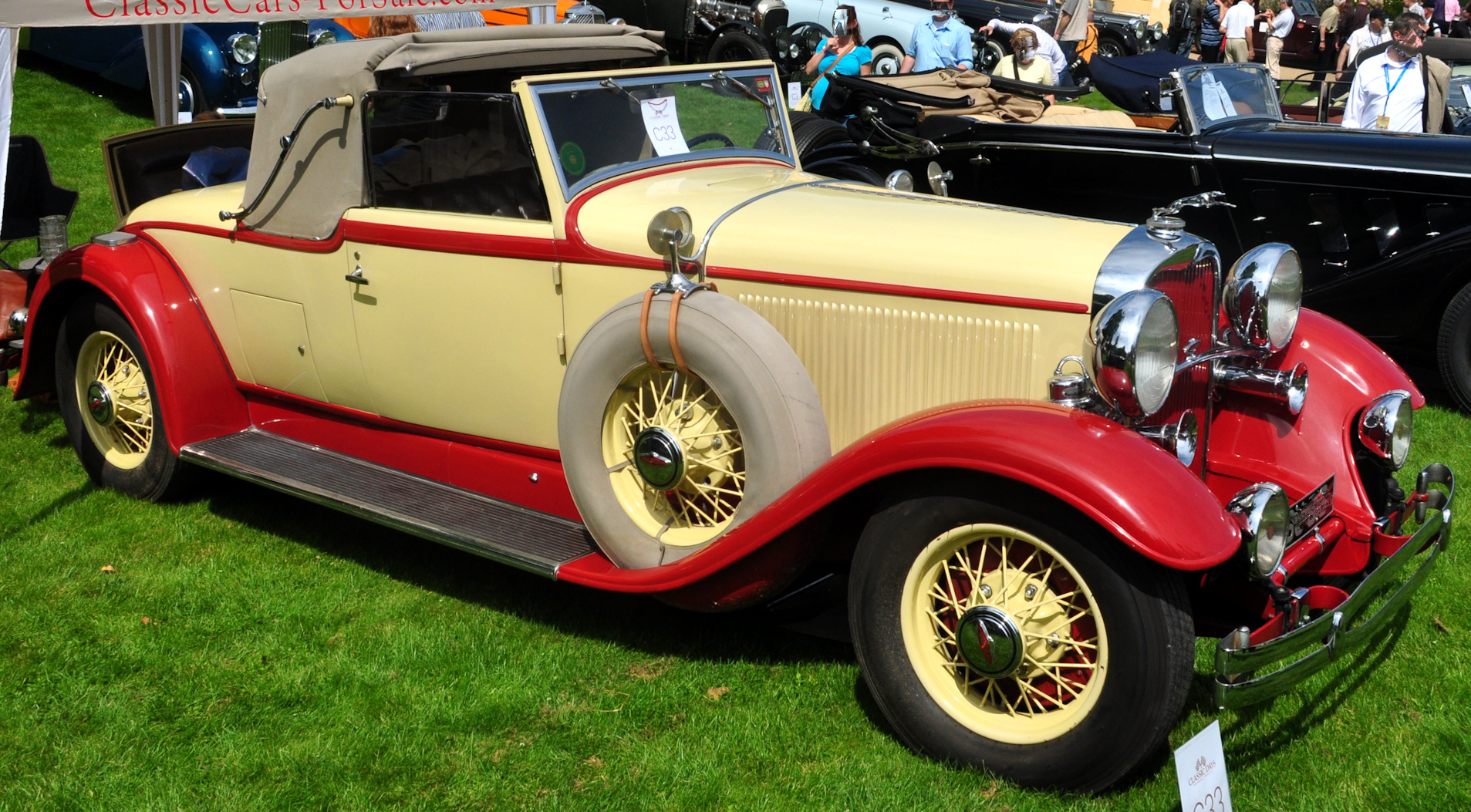
1931 Model K Convertible Roadster by LeBaron
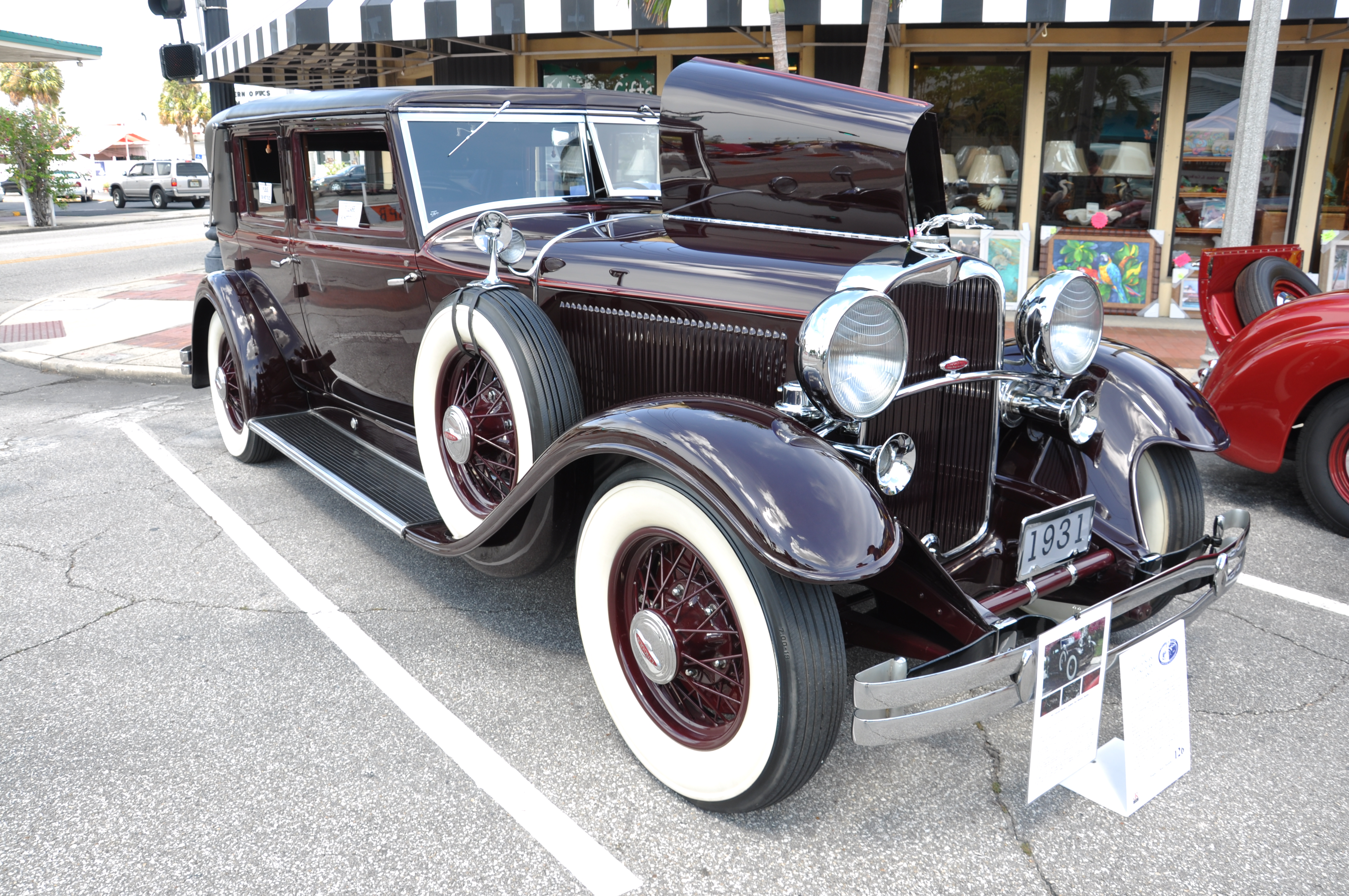
1931 Lincoln Model K Two-Window Berline by Judkins

## 1932
1932 年式的車型分為兩款，KA 和 KB，KA 仍搭載 V8 引擎，但軸距縮短成與上一代車型一樣的 3,454 mm。
KB 車型則維持一樣的軸距，而引擎升級成可輸出 150 匹馬力的 7.3 升 V12，宣示著林肯正式踏入 12 缸引擎的戰場。縱使在林肯踏入氣缸戰前，部份車廠早已將 V16 引擎當作終極目標，甚至也成功量產，但 1930 年代經濟大蕭條後，Pierce-Arrow、Auburn 和 Franklin 等當時赫赫有名的豪華車廠紛紛倒下，連凱迪拉克也暫時停產 V12 和 V16 引擎。最晚加入的林肯卻能持續以配備 V12 引擎當作品牌特色並一路生產至 1948 年，且還是全車系的標準配備。
外觀方面，水箱罩的邊框變得較細，引擎蓋側邊的進氣口從多條格柵變成多個大型的直立長方形開口，兩邊的前葉子板上各有一顆小燈。鋼絲輪圈的尺寸 18 吋。

1932 年新增一個名為 Victoria Coupé/ Convertible  的常規販售車體，其實也就是再短一點的 Coupé 車型，前後座的距離非常近，副駕駛座的椅子可大可小，也可能不會出現。動力部分搭載 V8 引擎，價格也較為實惠，當時的競爭對手為帕卡德 Light Eight Victoria Coupé 。

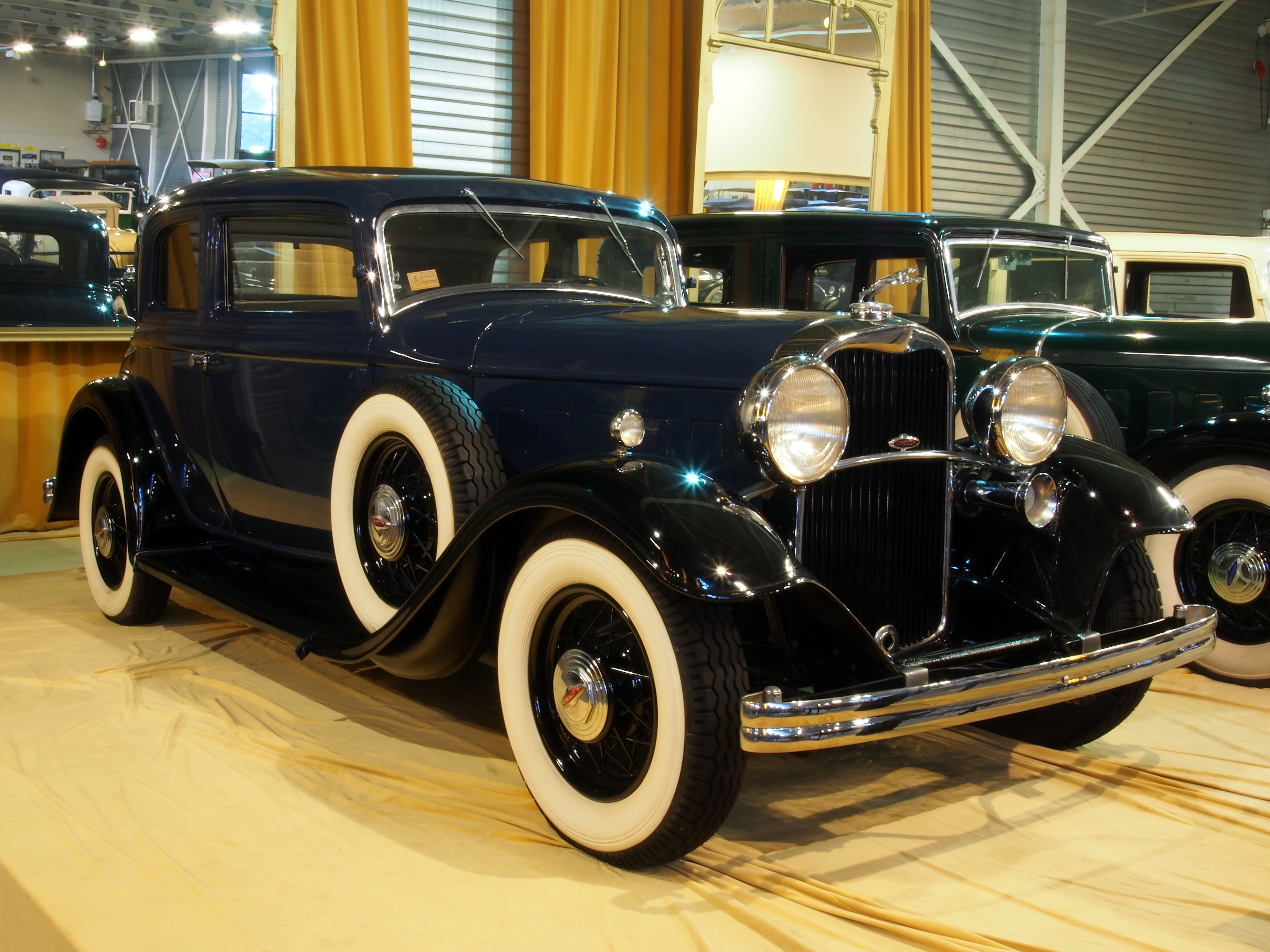
1932 Lincoln Model KA Victoria Coupé
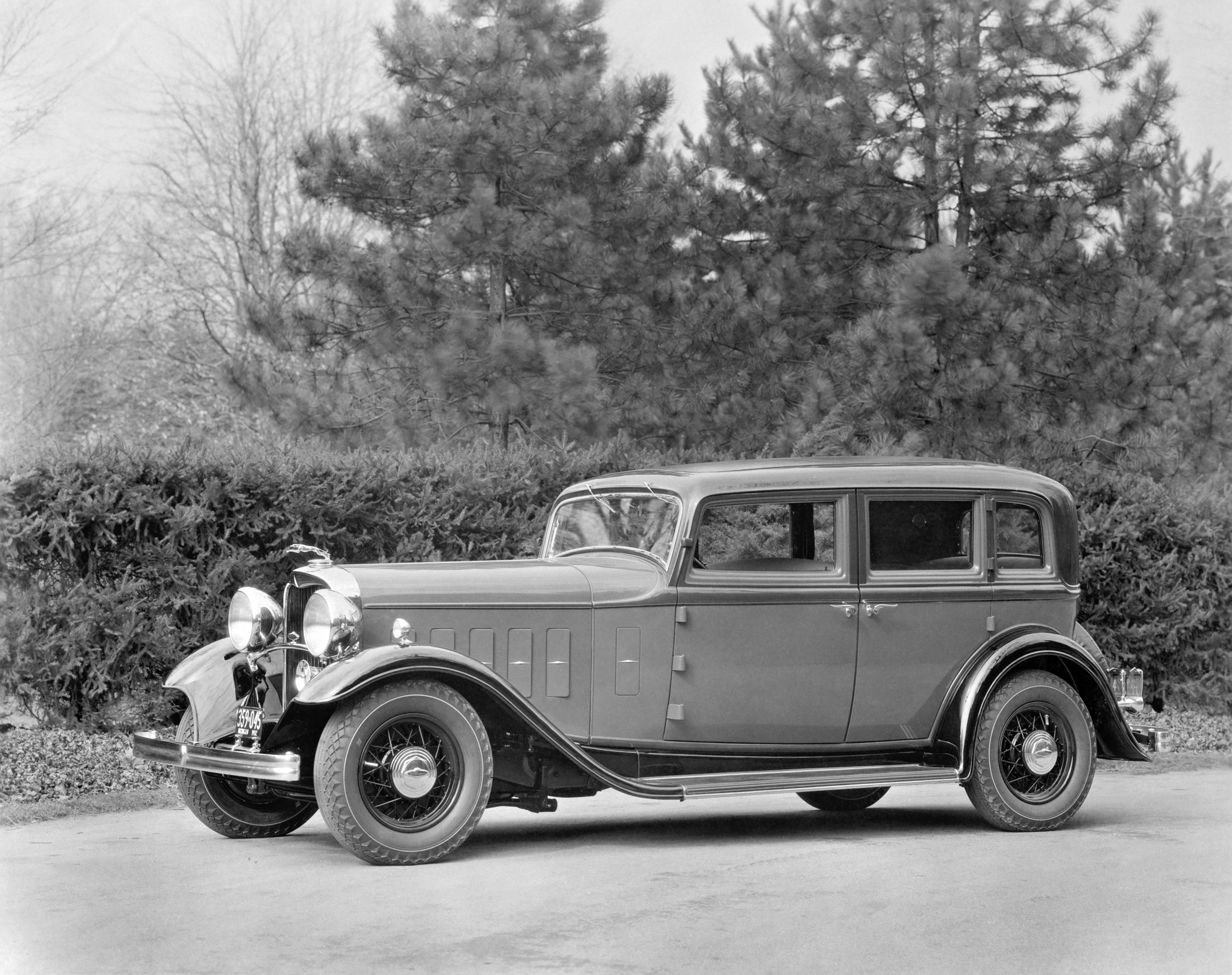
1932 Lincoln Model KA 5-passenger Sedan by Murray
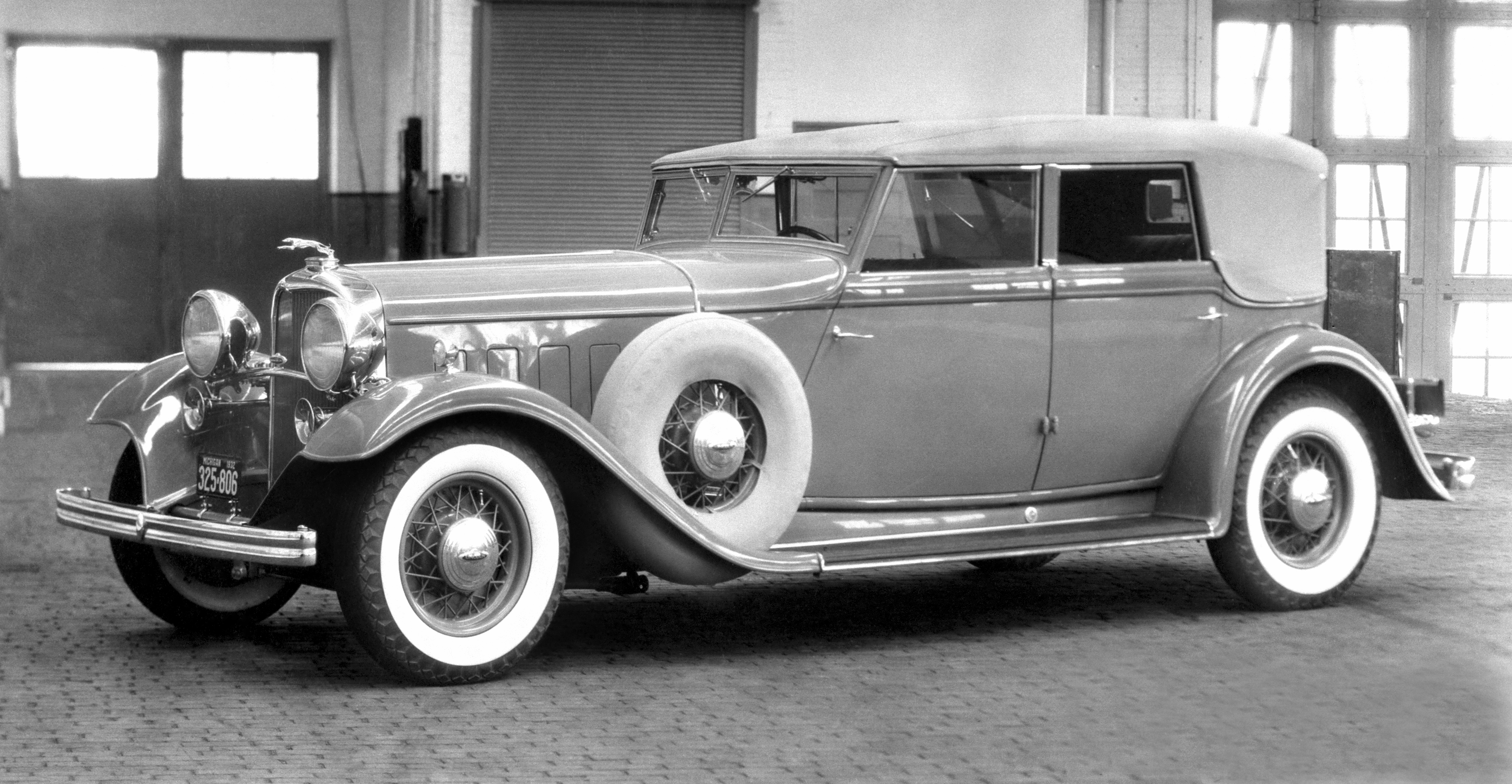
1932 Lincoln Model KB Convertible Sedan by Dietrich
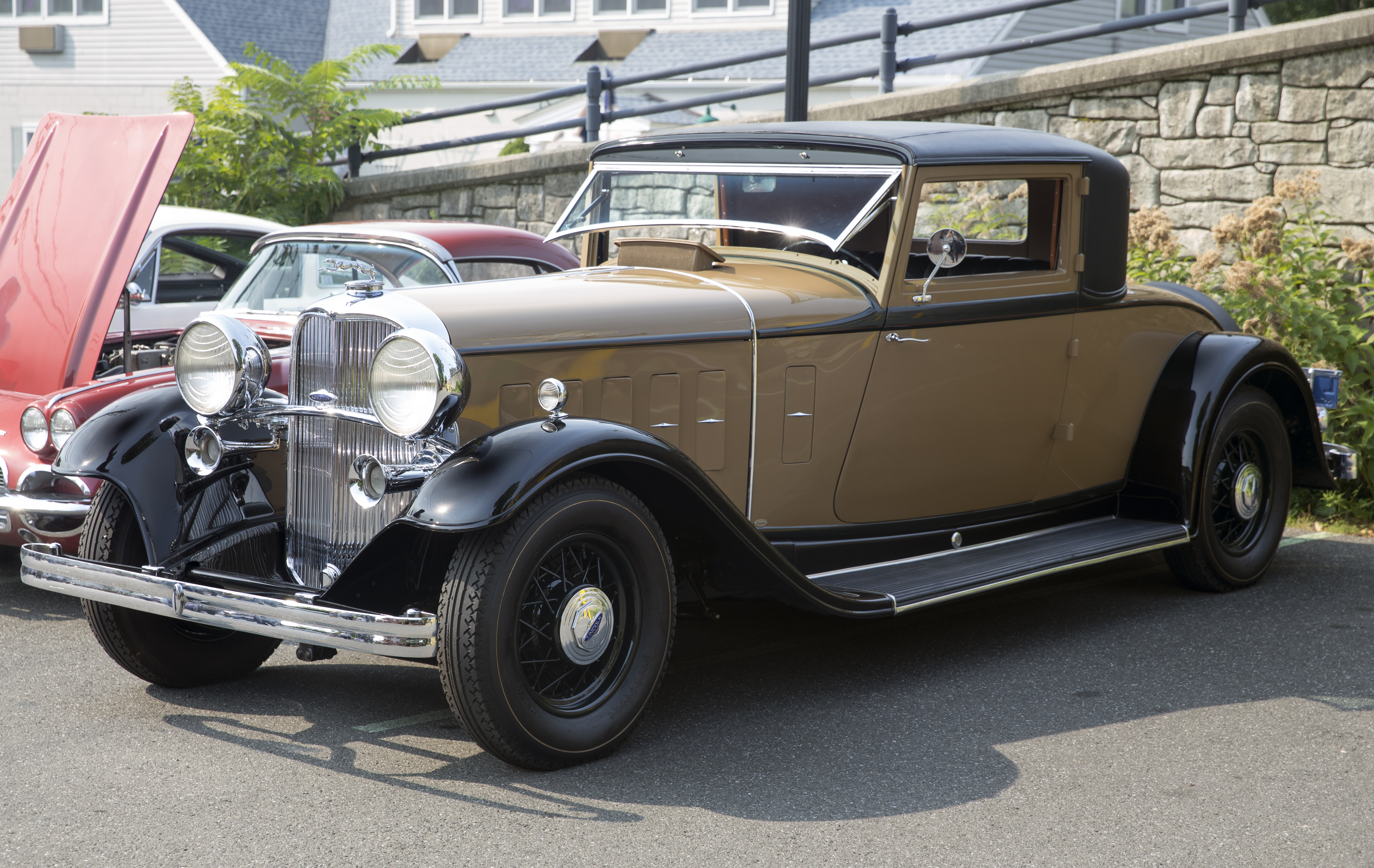
1932 Lincoln Model K Coupé by Judkins

## 1933-1934
原本 KA 搭載的引擎升級成 6.3 升的 V12，KB 則無變動。底盤結構則有改動，中間多了 X 型的鋼樑，提升了車體剛性。另外新增帶恆溫控制的避震器（避免阻尼過硬）和可調式的煞車踏板，多了真空倍力器使女性易於操作煞車。
外觀上，最明顯的莫過於雙大燈間的橫條消失了，而引擎蓋側邊的進氣口改回 1931 年的式樣。

1934 年式，水箱罩的邊框改與車身同色，引擎蓋側邊的進氣口又改至 1932 年的式樣。兩款車的 V12 引擎的排氣量升級至 6.8 升

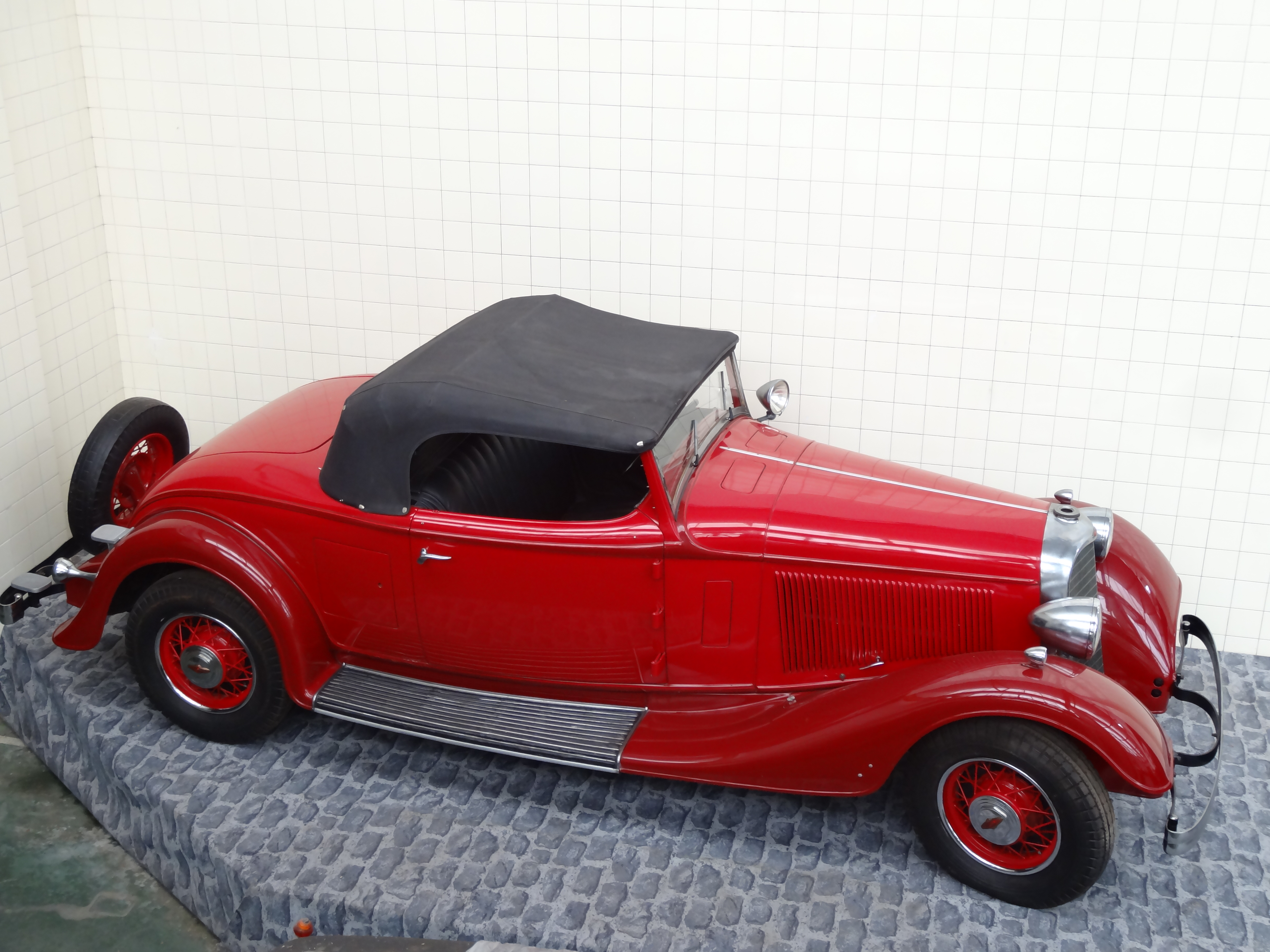
1933 Lincoln Model KA Roadster by Murray
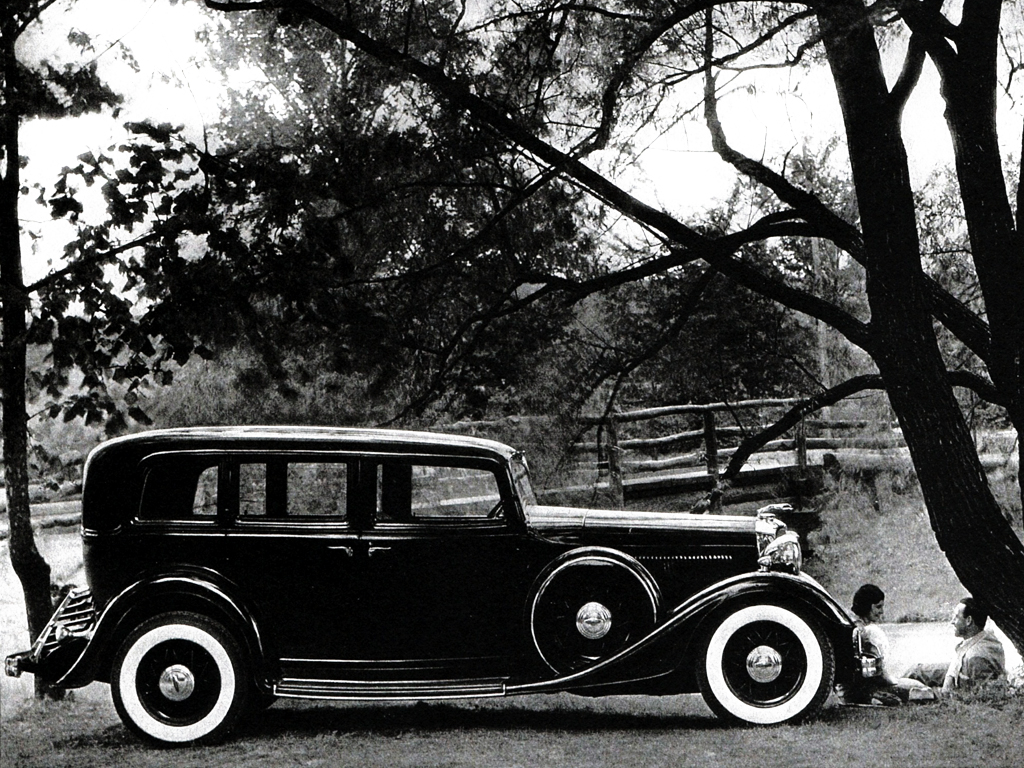
1933 Lincoln Model KA Sedan
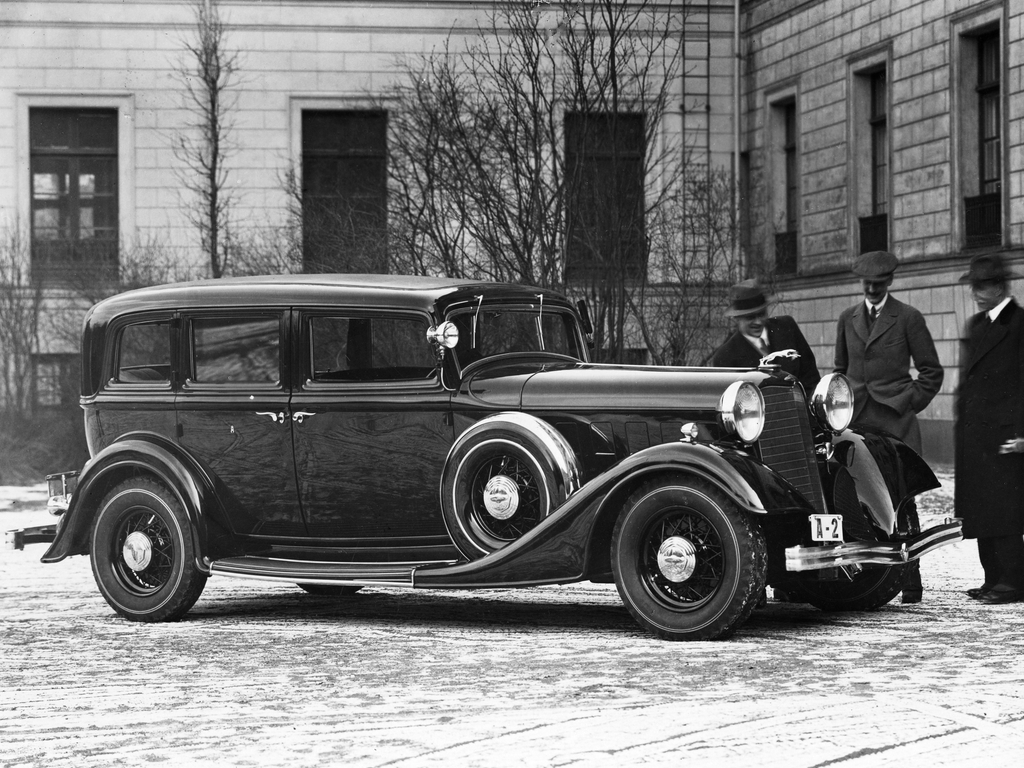
1934 Lincoln Model KA 5-passenger Sedan
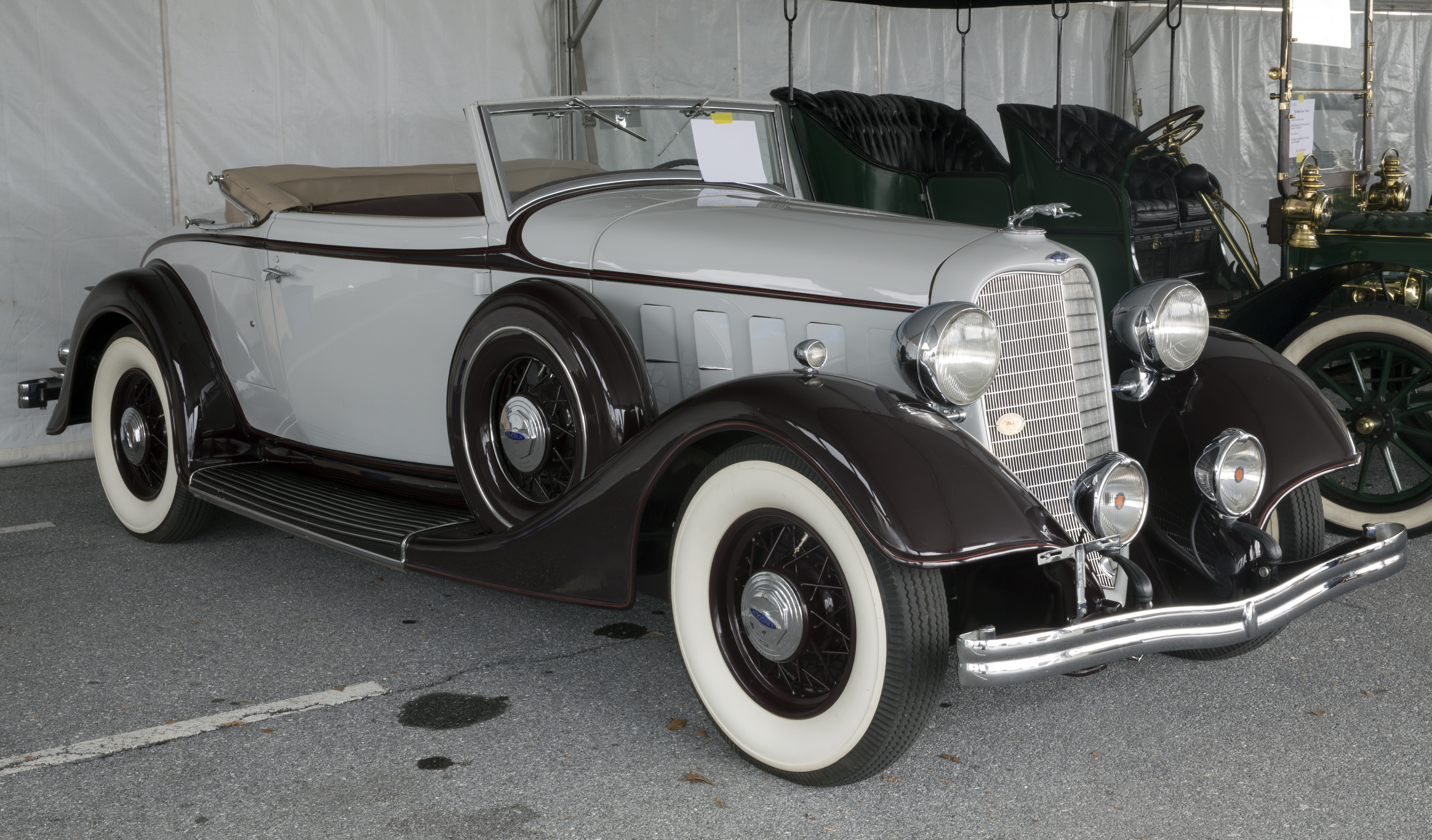
1934 Lincoln KA Convertible Roadster by Dietrich

## 1935-1936
1935 年式的車型統一稱作 Model K，由底盤代號看出長短軸。

1936 年式，外觀再進行小改，包括葉子板變得更圓潤、大燈的水平高度降低、水箱罩新增多道橫條、擋風玻璃由 20 度傾斜至 26 度以及鋼絲輪圈變成附飾蓋的鐵圈。此時的車體廠僅剩 Brunn、Judkins、LeBaron 和 Willoughby。

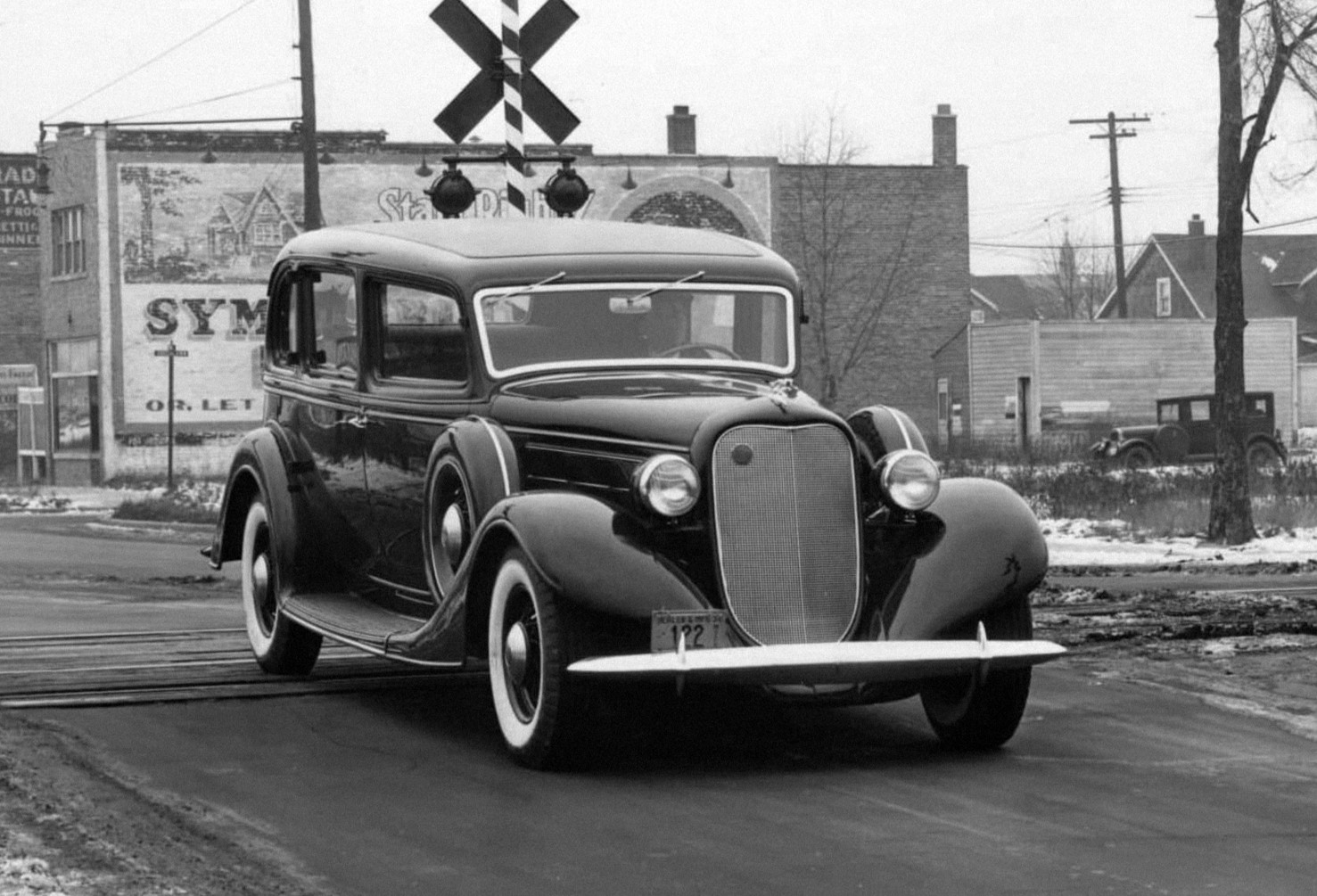
1935 Lincoln Model K 7-passenger Sedan
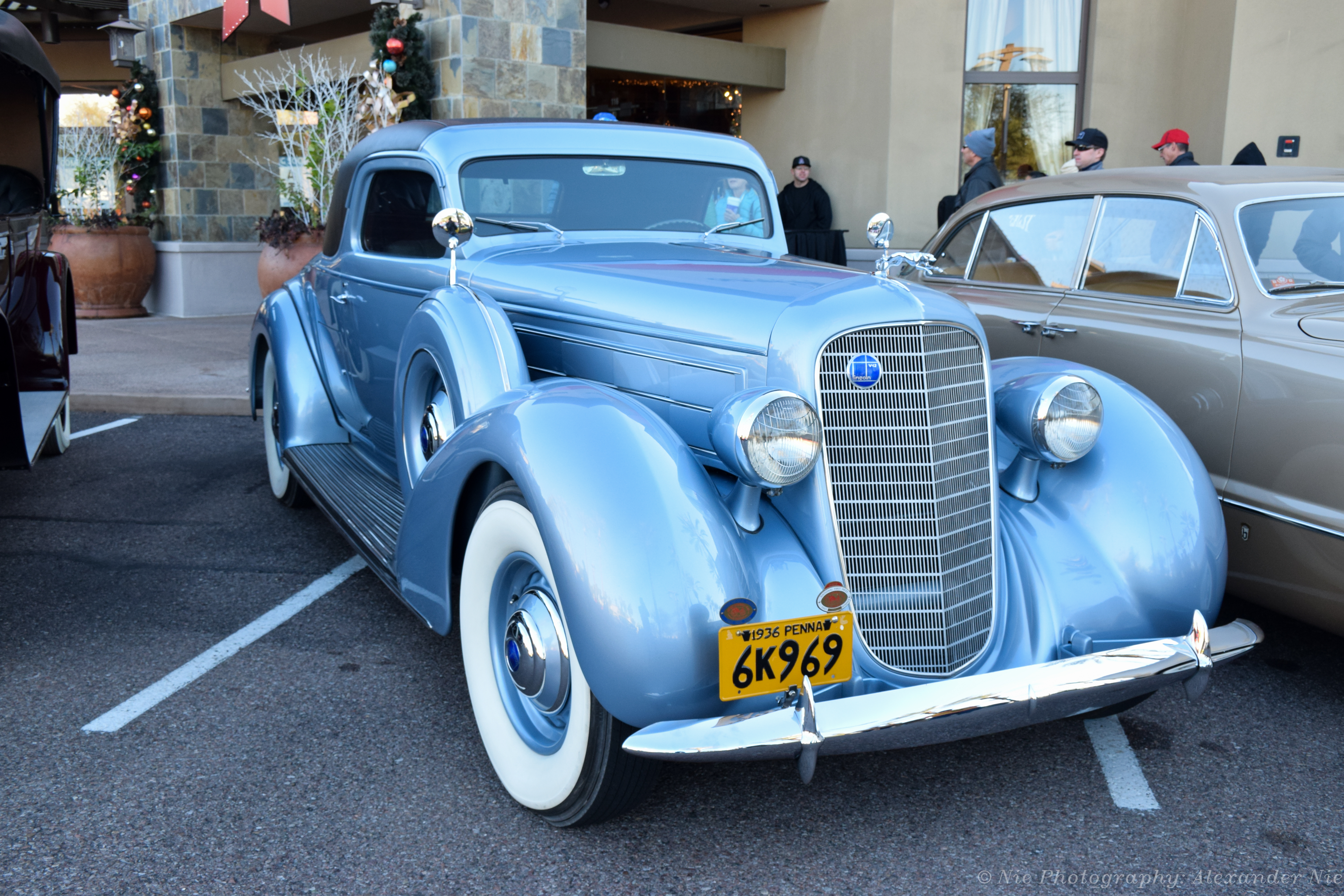
1936 Lincoln Model K Coupé by LeBaron
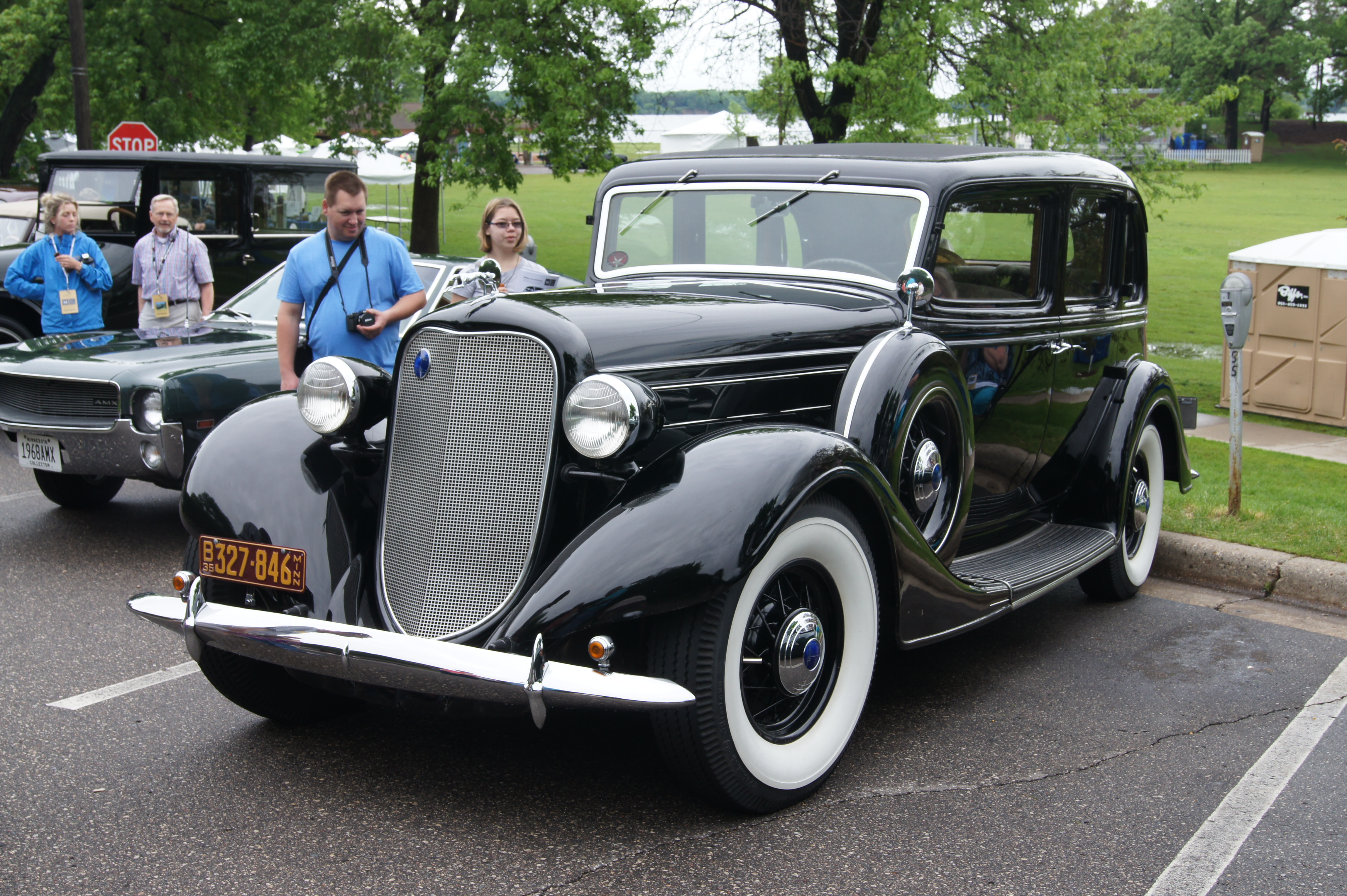
1935 Lincoln Model K
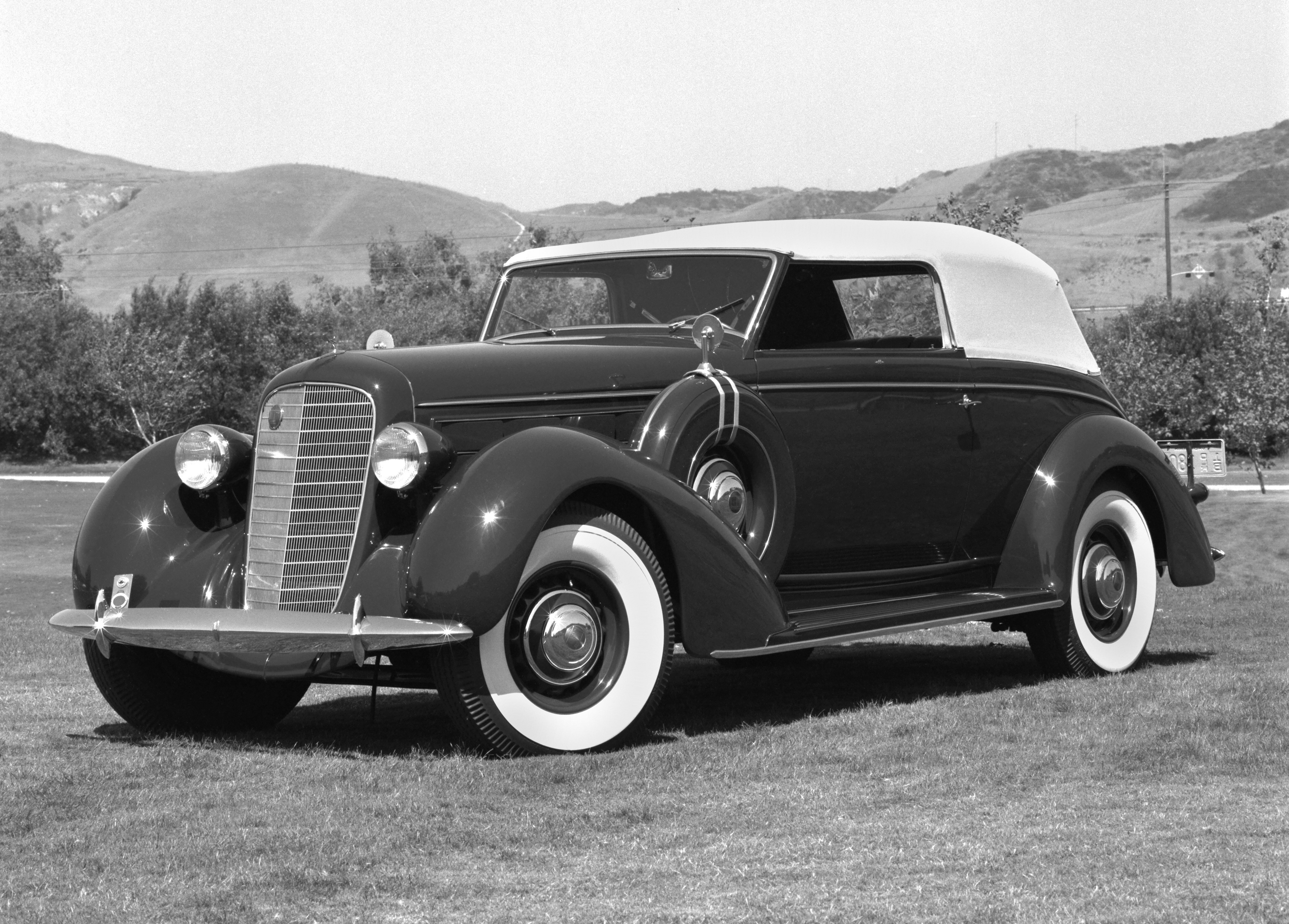
1936 Lincoln Model K Convertible Victoria by Brunn
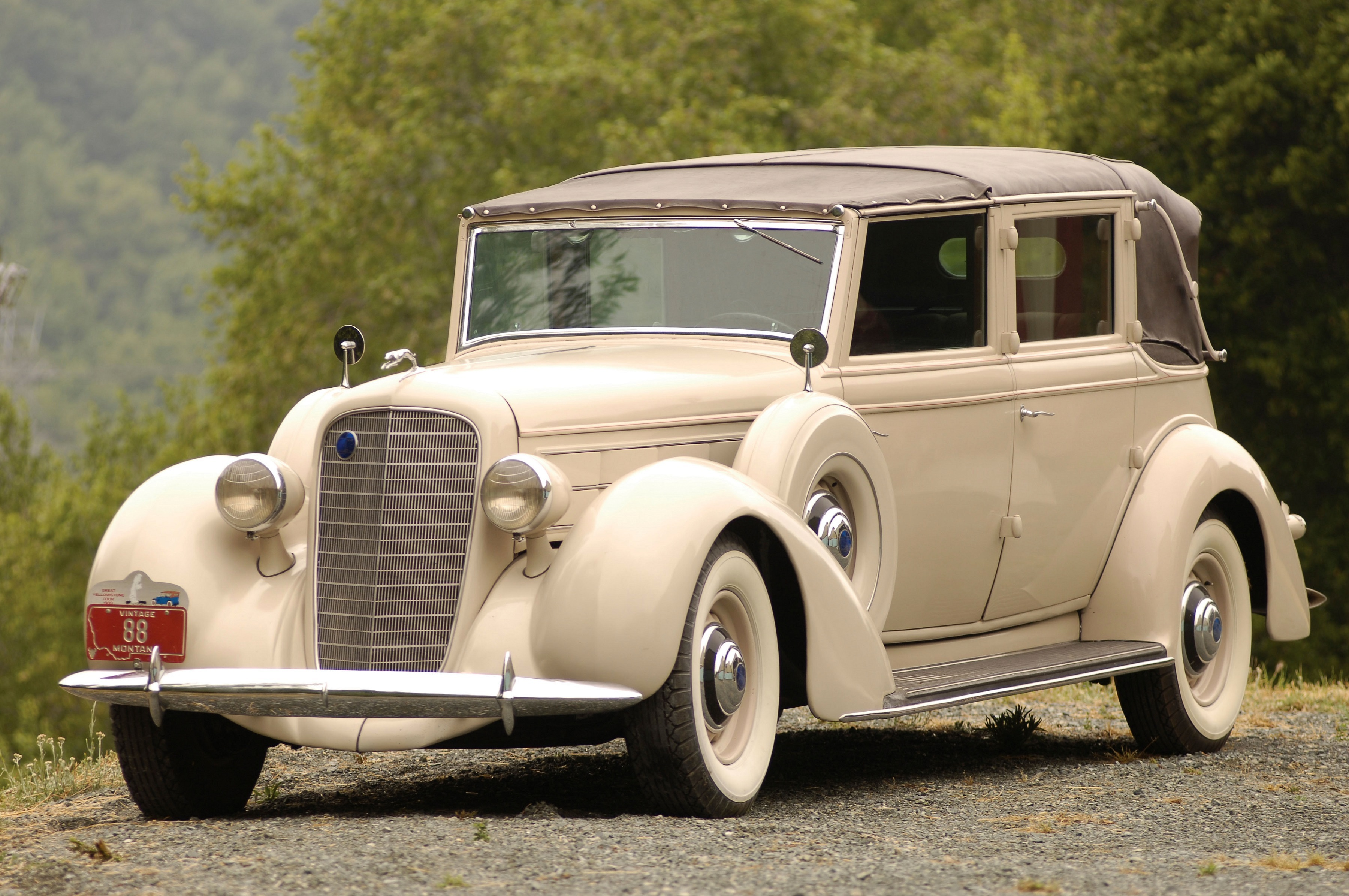
1936 Lincoln Model K Semi-Collapsible Cabriolet by Brunn

## 1937-1939
這時期已經是 Model K 車系的產品末期，銷售量也逐年下滑，因為林肯在 1936 年發表了全新的 Zephyr 車型，不管是相對便宜的售價或流線型的外觀都比 Model K 還更具有競爭力。
1937 年式起的外觀受 Zephyr 影響甚深，可說是該車型的放大版（Zephyr 的體型遠比 Model K 小），從頭尾的造型便可認出，但水箱罩、引擎蓋和一些細節仍維持上世代的設計。

Model K 的最後年式為 1939，於 1940 年 1 月交付最後一輛。後由 Custom 接續其豪華大車的定位，軸距界在 KA 和 KB 中間。

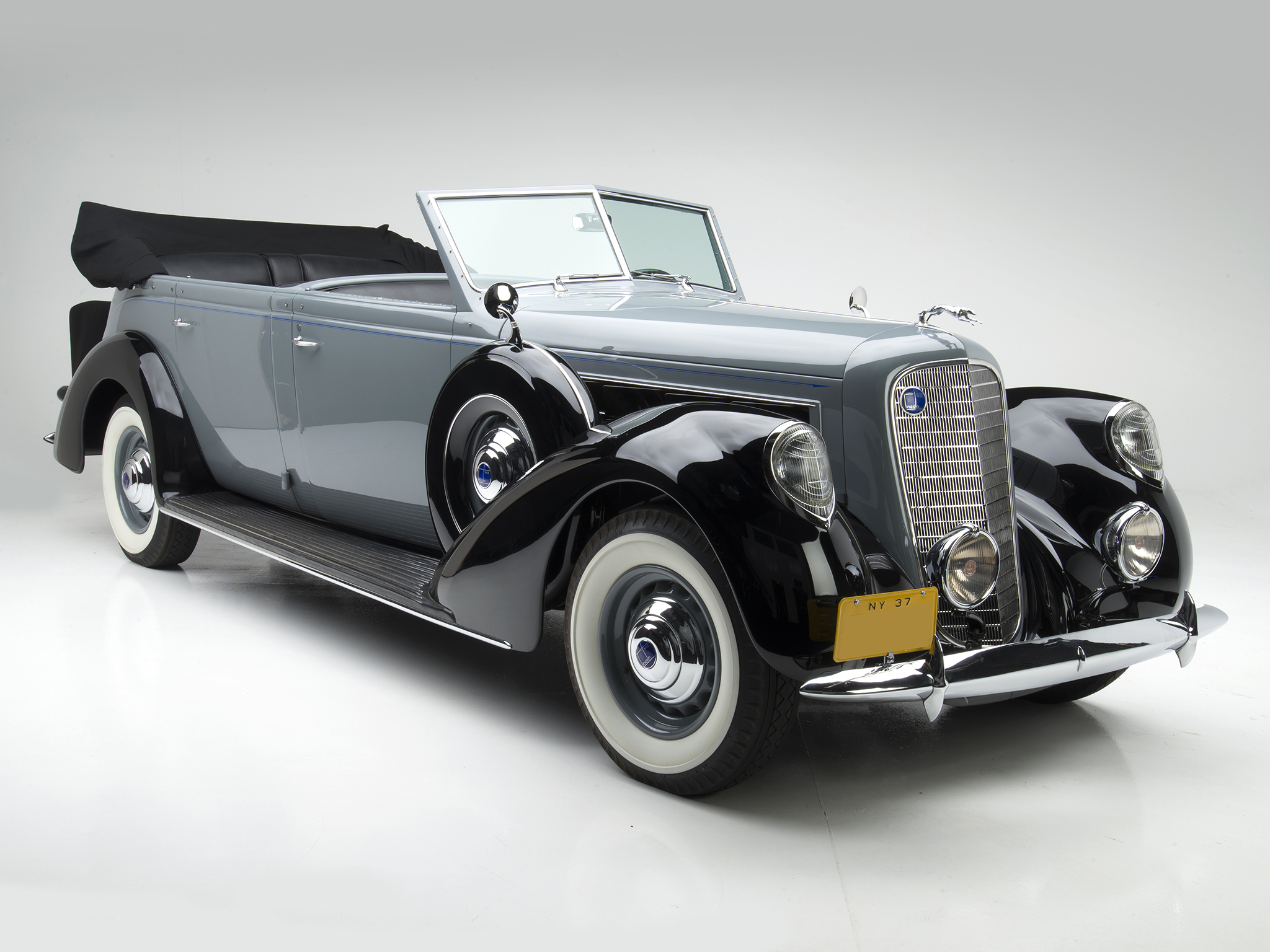
1937 Lincoln Model K 7-passenger Touring by Willoughby
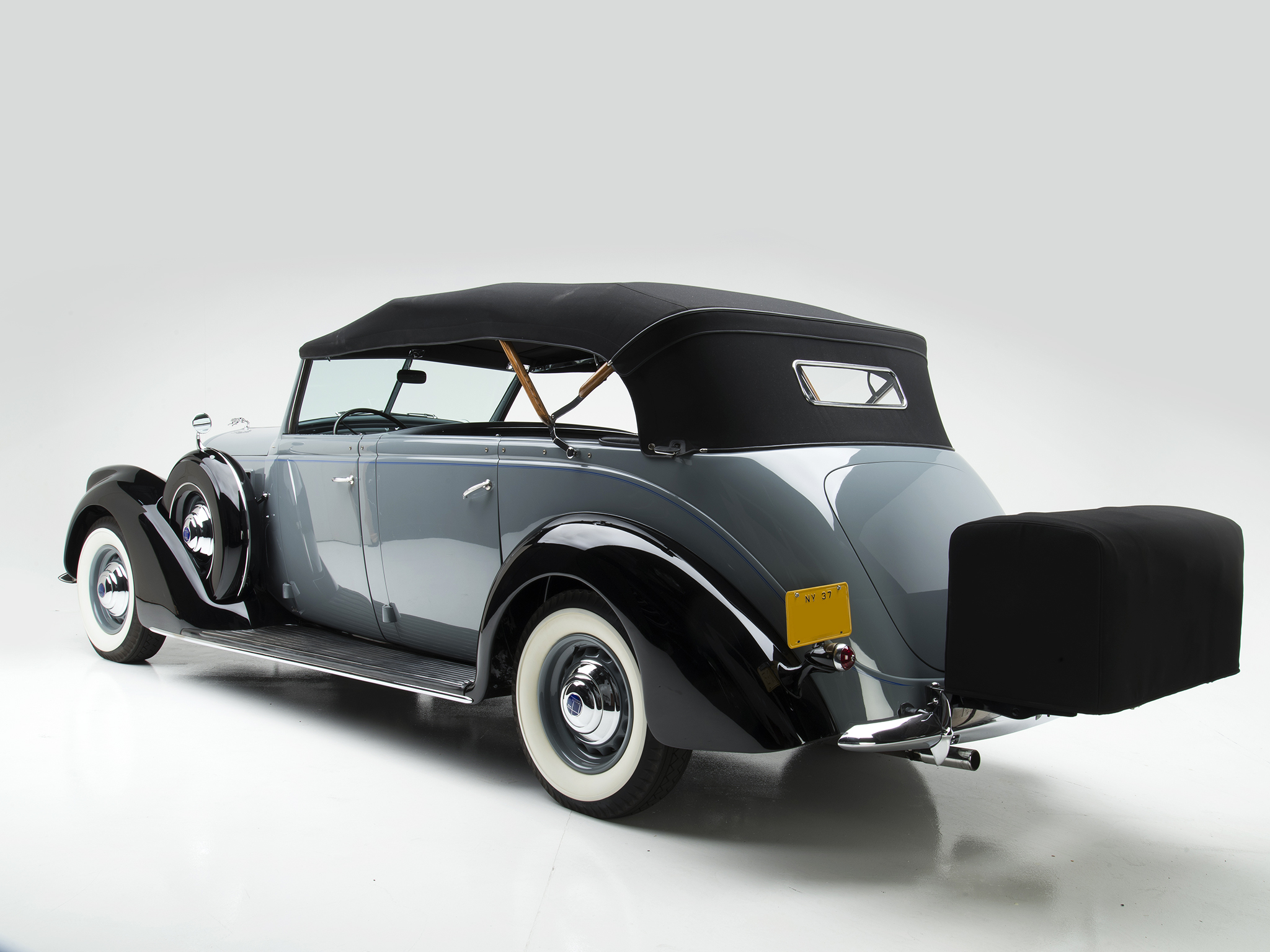
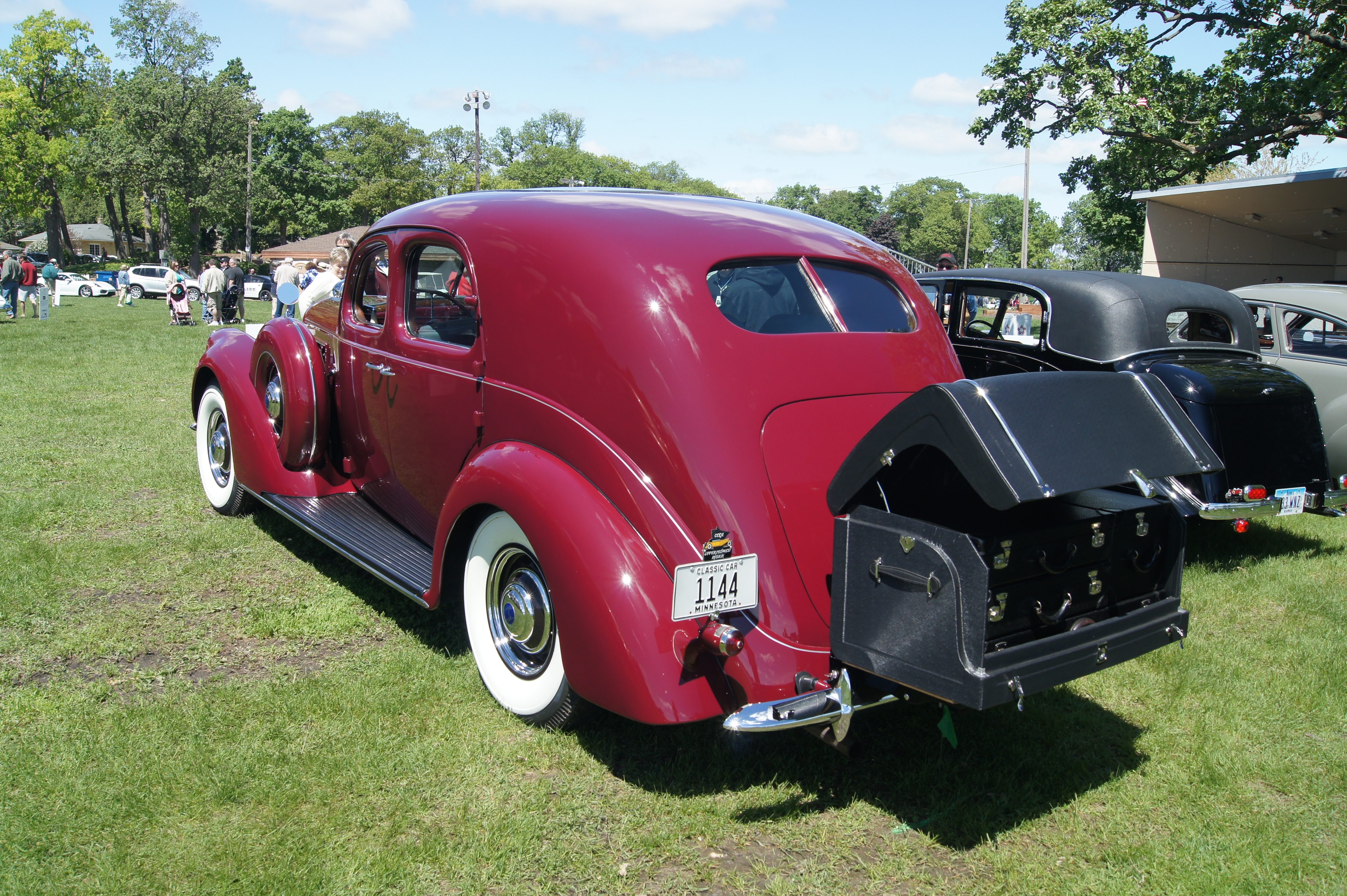
1937 Lincoln Model K Sedan
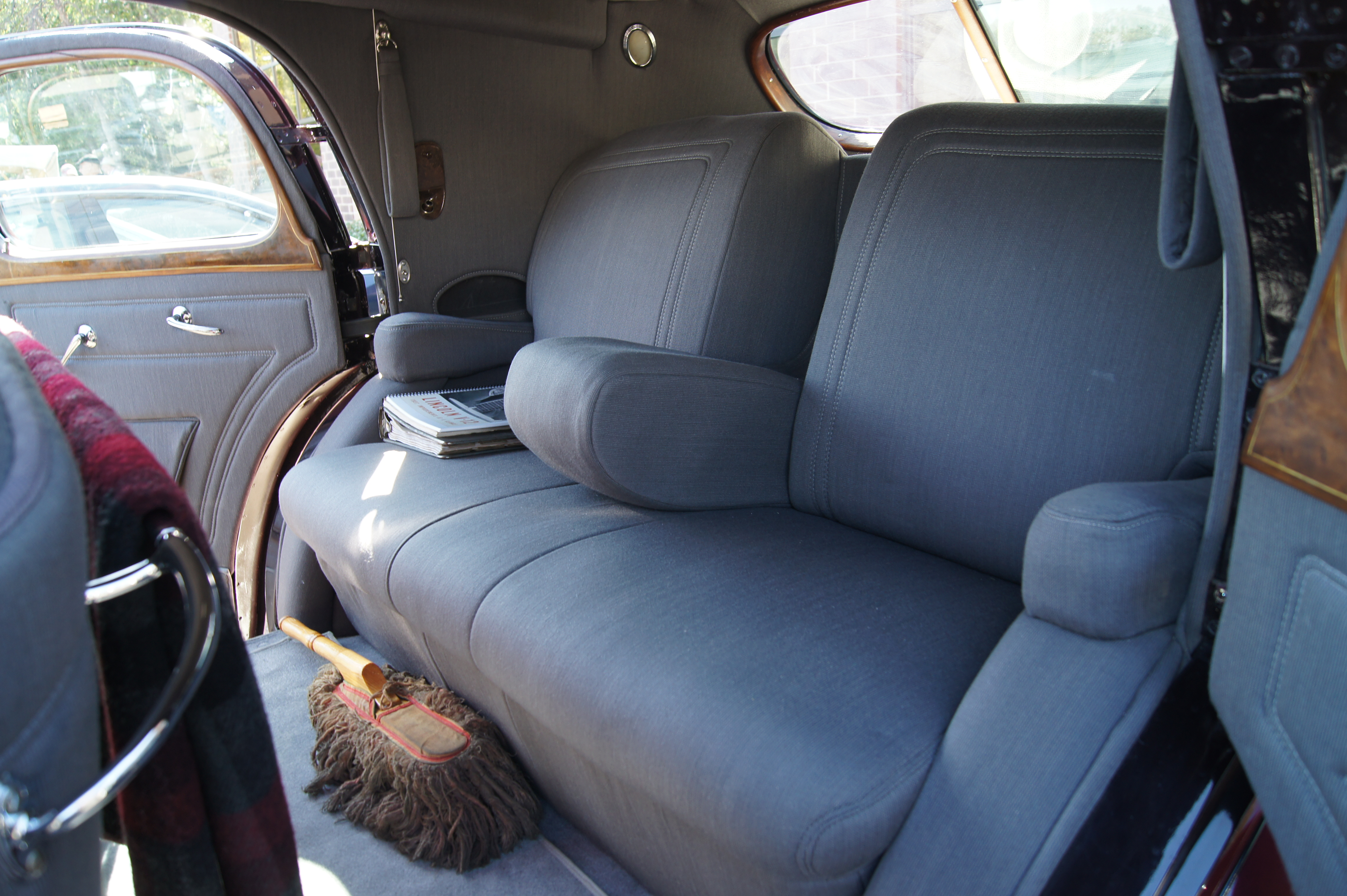
1937 Lincoln Model K Sedan 後座
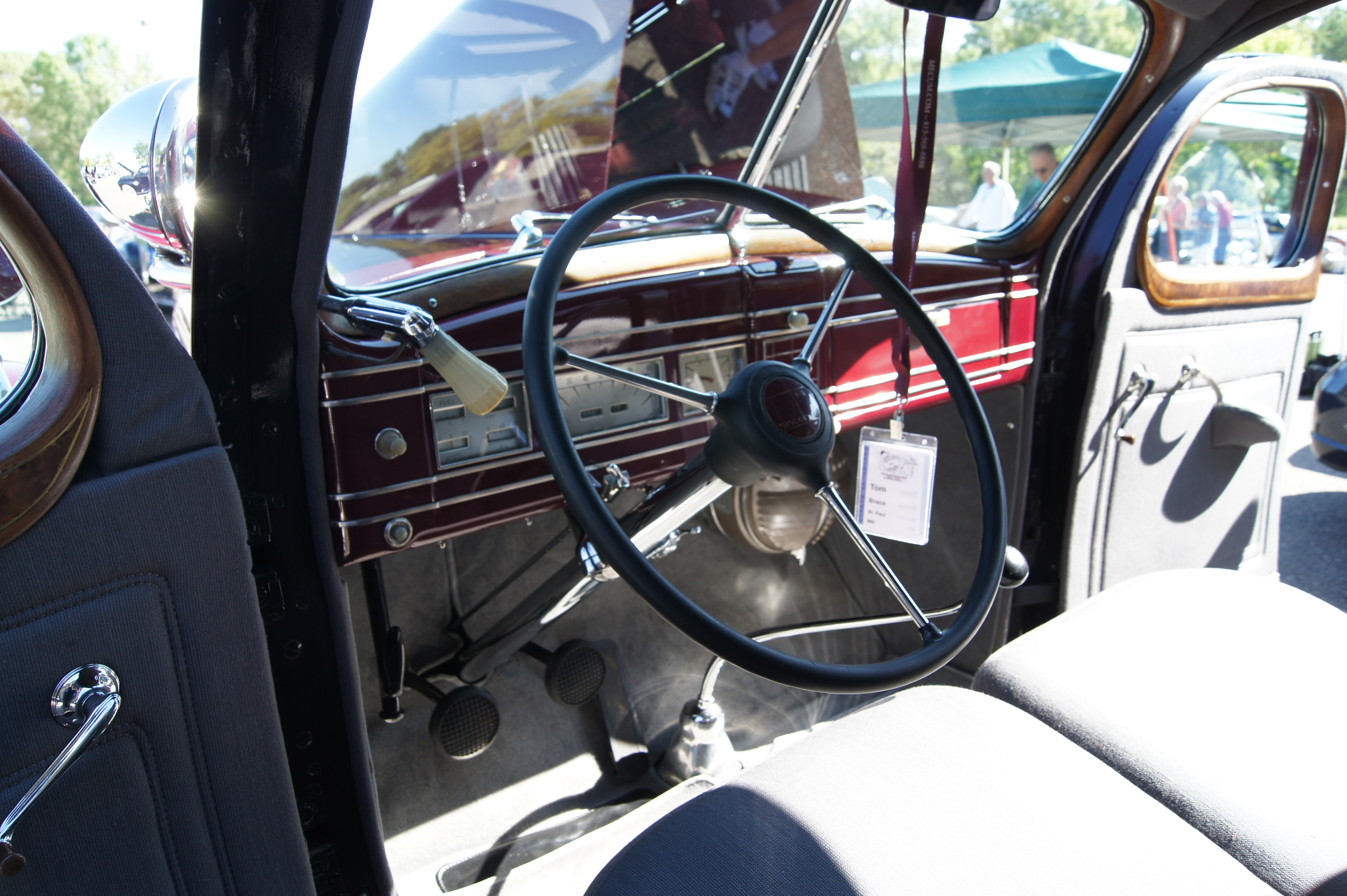
1937 Lincoln Model K Sedan 前座

## 產量
| 年式 | 產量  | 附註                                   |
| ---- | ----- | -------------------------------------- |
| 1931 | 3,573 | 1931 年式僅有單一軸距                  |
| 1932 | 3,647 | KA 車型為 2,132 輛；KB 車型為 1,515 輛 |
| 1933 | 1,647 | KA 車型為 1,114 輛；KB 車型為 533 輛   |
| 1934 | 2,411 | KA 車型為 1,671 輛；KB 車型為 740 輛   |
| 1935 | 1,429 | 長短軸車型合併計算，以下皆同           |
| 1936 | 1,534 |                                        |
| 1937 | 977   |                                        |
| 1938 | 416   |                                        |
| 1939 | 133   |                                        |